# Islay single malt
Islay whisky er single malt skotsk whisky, der er blevet produceret på øen Islay i Skotland, der er en af de sydsligste af de Indre Hebrider. Islay er en af de fem skotske whisky-regioner og markedsføringen af Islay-whisky er beskyttet ved lov.
Regionen er karakteriseret af whisky med en røget tørvearoma, som Laphroaig, Lagavulin og Ardbeg. Der er ni aktive destillerier på omkring 40 x 24 km, og industrien er Islays næststørste arbejdsgiver efter landbrug.
Islay er central i whiskyturisme, og har en årlig "Festival of Malt and Music" kaldet Fèis Ìle sidste uge i maj, der består af arrangementer og smagninger for at fejre øens kulturarv.

## Destillerier
- Ardnahoe
- Bowmore
- Bruichladdich
- Bunnahabhain
- Caol Ila
- Kilchoman
- Lagavulin
- Laphroaig

### Lukkede destillerier
- Ardenistle (1837–1849) / Kildalton (1849–1852) / Islay (1852–1852), indordnet af Laphroaig 1853
- Ardmore (1817–1835), overtaget af Lagavulin 1837
- Daill (1814–1830), ruiner på vejen mellem Port Askaig og Bridgend
- Freeport (1847–1847), ukendt placering
- Kildalton (1817–1837), sammenlagt med Lagavulin
- Killarow (c.1760–1818) / Bridgend (1818–1822), ruiner i landsbyen
- Lochindaal/Port Charlotte/Rhinns (1829–1929), nær Bruichladdich
- Lossit (1821) / Ballygrant (1826–1860), ruins south of the village A846
- Malt Mill (1908–1962), nu en del af Lagavulin[5]
- Mulindry (1826–1827), hvor Neriby Burn og floden Laggan mødes. Nu en ruin[5]
- Newton (1819–1837), ruiner syd for A846 mellem Port Askaigog& Bridgend[5]
- Octomore (1816–1852), ruiner nær Port Charlotte
- Port Ellen (1825–1929, 1967–1983), stor havnelandsby, fremstiller nu kun malt[6][5]
- Scarabus (1817–1818), ingen tegn på produktion
- Tallant (1821–1852), Tallant gård syd for Bowmore